# Post-Vulgata
Il ciclo della Post-Vulgata, noto anche come Arturiade Post-Vulgata, Roman du Graal Post-Vulgata o ciclo pseudo-Robert de Boron, è uno dei principali cicli di prosa in francese antico della letteratura arturiana dell'inizio del XIII secolo. È considerato essenzialmente una riscrittura abbreviata del precedente ciclo della Vulgata (noto anche come Lancillotto in prosa), con molto materiale omesso ma anche molto aggiunto, inclusi personaggi e scene del Tristano in prosa.

## Panoramica
Il ciclo Post-Vulgata, scritto in forma anonima probabilmente tra il 1230 e il 1240, è un tentativo di creare una maggiore unità nel materiale e di de-enfatizzare la storia d'amore secolare tra Lancillotto e Ginevra a favore di temi più spirituali, come la ricerca del Santo Graal. Omette quasi tutta la sezione Lancelot propre del ciclo della Vulgata, rendendolo molto più breve della sua fonte. Non è sopravvissuto completo, ma è stato ricostruito da frammenti di francese antico, castigliano, spagnolo antico e galiziano-portoghese. Teorie precedenti postulavano che il cosiddetto ciclo "pseudo-boron", chiamato così a causa dell'attribuzione della paternità originale di un manoscritto a Robert de Boron, era più antico della Vulgata o derivato dalla stessa fonte comune e ora perduta. La Post-Vulgata (o almeno la sua sezione Suite du Merlin) fu anche una delle fonti più importanti de La morte di Artù di Thomas Malory.

## Struttura
Il lavoro è diviso in quattro parti, denominate in modo simile alle corrispondenti versioni della Vulgata:
- Storia del Santo Graal, che non differisce in modo significativo dalla versione della Vulgata. Racconta la storia di Giuseppe di Arimatea e di suo figlio Giuseppe Flavio, che porta il Santo Graal in Gran Bretagna.
- Storia di Merlino, che porta anch'essa pochi cambiamenti rispetto alla Vulgata. Riguarda Merlino e la storia antica di Artù.
  - A questa sezione si aggiunge la Suite du Merlin, nota anche come Suite Post-Vulgata o Huth-Merlin, Rispetto al materiale di partenza, aggiunge molte avventure di Artù e dei primi Cavalieri della Tavola Rotonda, e include dettagli sulla generazione incestuosa di Mordred e sulla ricezione di Excalibur dalla Dama del Lago che non si trovano nella Vulgata. L'autore ha aggiunto del materiale rilevante dal Lancelot Propre della Vulgata e dalla prima versione del Tristano in prosa, per collegare gli eventi alla sezione Queste.
- Queste del Santo Graal. La Queste della Post-Vulgata è molto diversa per tono e contenuti dalla versione della Vulgata, ma descrive sempre la ricerca del Santo Graal, che viene raggiunto solo dai degni cavalieri Galahad, Parsifal e Bors. Sono presenti elementi del Tristano in prosa, incluso il personaggio di Palamede e le invasioni di re Marco nel regno di Artù.
- Morte di Artù, riguardante la morte di Artù per mano di suo figlio Mordred e il crollo del suo regno. È strettamente basato sulla versione della Vulgata, ma è scritta con un maggiore collegamento alle sezioni precedenti.